# Živnostenská banka

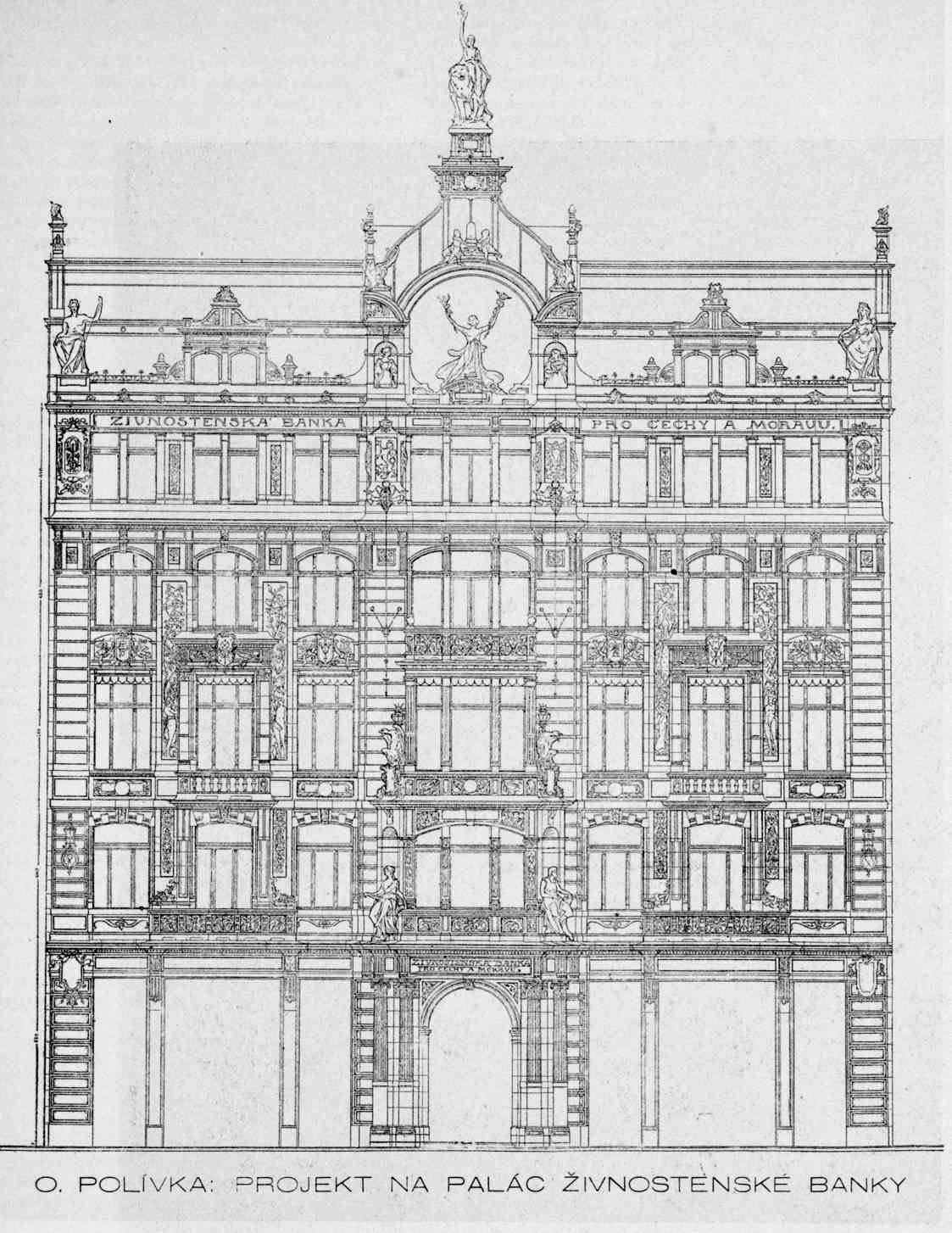
Osvald Polívka: projekt prvního paláce Živnostenské banky, Na příkopě čp. 860/24 (zbořeno 1936)

Živnostenská banka (ŽB, také Živnobanka) patřila mezi nejstarší české banky. Byla založena roku 1868. V roce 1918 otevřela pražskou centrálu v novorenesančním paláci čp. 858/II v ulici Na Příkopě 20. V letech 1935–1941 pro ni bylo vybudováno nové sídlo na nároží ulic Na příkopě a Senovážné čp. 862-864/II (č.o. 24-28). V roce 1945 byla znárodněna, v letech 1949–1956 existovala jako právnická osoba s výrazně omezenými aktivitami, pak byla přičleněna ke Státní bance československé a její budova od té doby sloužila jako hlavní bankovní dům státu. Roku 2002 se stala součástí italské finanční skupiny UniCredit. V roce 2007 se sloučila s HVB Bank Czech Republic a působí pod novým jménem UniCredit Bank Czech Republic and Slovakia.

## Historie

### Založení a rozvoj do roku 1918

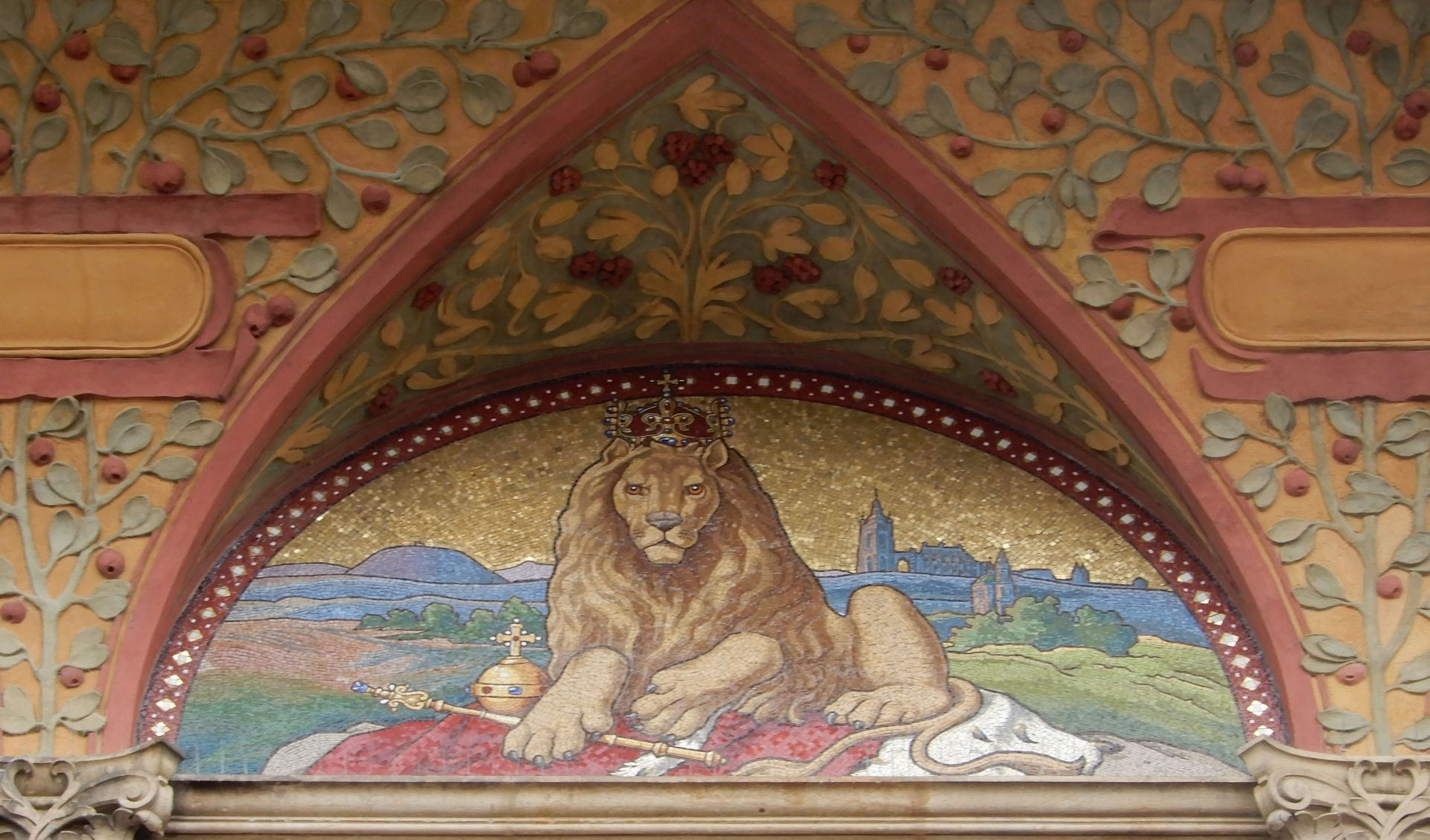
Alegorie
Českého království, palác Zemské banky a Živnobanky, Na příkopě 20, František Urban 1899

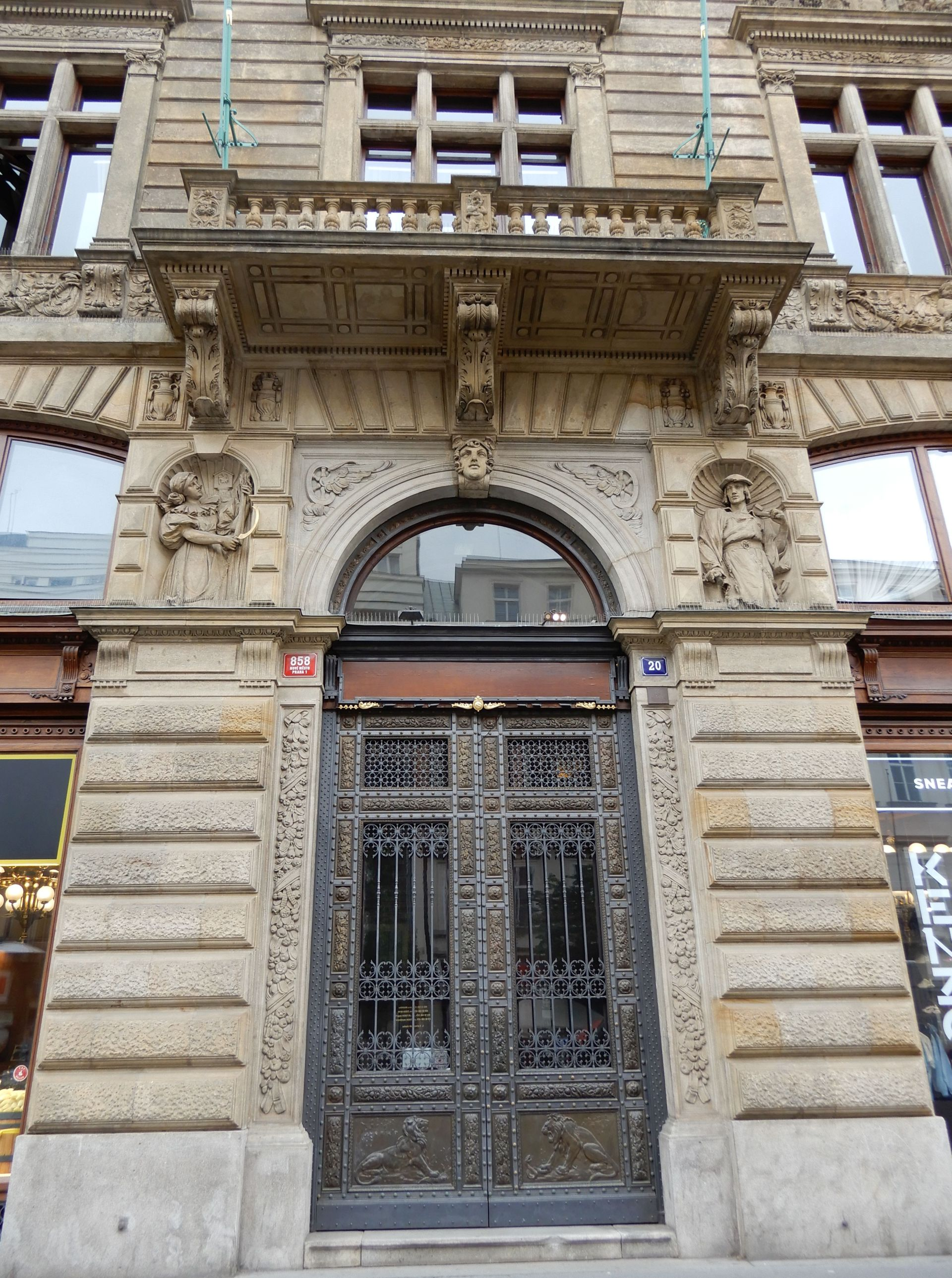
Portál druhého paláce Živnobanky v Praze Na Příkopě čp.858/20

Banka byla založena 4. listopadu 1868 pod názvem Živnostenská banka pro Čechy a Moravu jako akciová společnost se zaměřením na financování malých a středních českých podniků a také byla zastřešující organizací sítě malých českých spořitelních a úvěrových družstev. Byla první bankou v rakousko-uherském mocnářství, jež byla financována výhradně českým kapitálem. Jejím cílem bylo podporovat rozvoj nově zakládaných českých firem, ale ucházela se také o vklady malých střadatelů – živnostníků a majitelů malých českých společností. O její založení se zasloužili Jan Skrejšovský, František Ladislav Rieger, František Šimáček, Alois Oliva a další. Prvním ředitelem byl v letech 1869–1874 Pavol Michal Kuzmány (1835–1900), dalšími Vojtěch Mastný starší (1842–1902) a Apollo Růžička (1856–1927).
Před první světovou válkou získala minoritní podíl v Srbské úvěrové bance. Těsně před vypuknutím války měla Živnostenská banka 1068 zaměstnanců, 11 poboček v Čechách a na Moravě a pobočky ve Vídni, Krakově, Lvově a Terstu. V té době spravovala téměř třetinu veškerého kapitálu v českém bankovnictví. Její centrálu byla v Praze, kde se v roce 1896 přestěhovala do novorenesančního paláce čp. 860-862/II v ulici Na Příkopě od architekta Osvalda Polívky, který sdílela společně s Českou cukerní společností. Na výzdobě budovy se podíleli Antonín Popp (sousoší Genia se lvem přenesené roku 1941 na novou budovu), Bohuslav Schnirch (sousoší pod kupolí), Ladislav Šaloun (socha Merkura ve vestibulu), Stanislav Sucharda a Alois Folkmann (polofigury Zemědělství a Průmysl, Věda a Obchod) nad portálem hlavního vchodu, Antonín Procházka (skupina soch dětí), František Urban navrhl mozaiky s českým lvem, alegoriemi Pracovitosti, Píle, Bohatství, Moci a další (provedl je Albert Neuhauser z firmy Luigiho Solertiho v Innsbrucku). Do roku 1936 užívala také další novobarokní palác čp. 860/24, který byl zbořen.

### Expanze banky za První republiky
Po vytvoření Československé republiky banka rychle rostla, protože hrála úlohu klíčové banky nového státu. Její expanzi výrazně napomohl nostrifikační zákon, který přinutil akciové společnosti, aby převedly svá sídla na území nového státu, kde měly své továrny a závody. Živnostenská banka odkoupila větší množství průmyslových firem, které původně vlastnily německé a rakouské společnosti. Proti ostatním bankám působícím v té době v Československu byla její kapitálová síla i velikost bilance výrazně větší. Banka značně profitovala z toho, že změnila svou strategii a začala poskytovat úvěry velkým průmyslovým společnostem. O změnu strategie a prudký růst se v letech 1917–1938 zasloužil ředitel banky a zkušený bankéř Jaroslav Preiss.
V roce 1922 byla založena v pobočka v Londýně. Banka podporovala fúze velkých českých průmyslových korporací (například vytvoření strojírenského kolosu ČKD) a systematicky budovala své průmyslové impérium. Jako nejsilnější banka v předválečném Československu kontrolovala některé z největších firem v zemi – na vrcholu slávy v roce 1929 ovládala 66 průmyslových podniků. Banka se stala významnou investiční silou ve střední a východní Evropě.

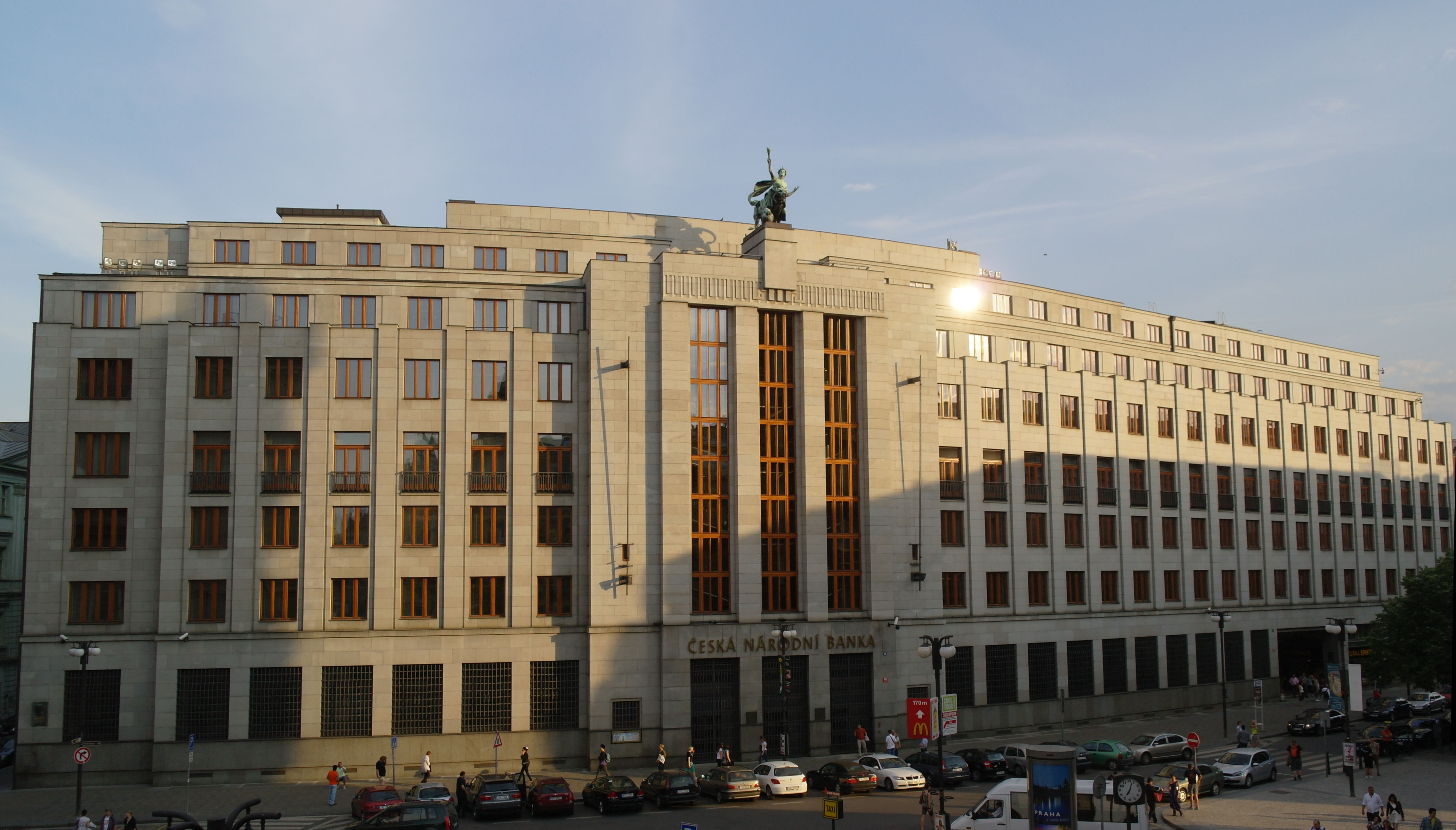
Třetí budova Živnostenské banky, Na příkopě 24–28; postavena 1935-1941, dnes ČNB

V letech 1935–1941 byla vystavěna nová budova na místě domů čp. 980/II až 984/II na nároží ulic Na Příkopě a Senovážné, která je nyní sídlem České národní banky proti Prašné bráně. O její dostavbu a provoz i během druhé světové války se zasloužil ředitel Jaroslav Preiss.

### 1938–1945
Po anexi Rakouska Německem 13. března 1938 Němci vytvořili Vídeňskou zemskou banku (Länderbank Wien) sloučením vídeňské Merkurbank, jež byla majetkem Dresdner Bank, rakouské části Středoevropské zemské banky se sídlem v Paříži a pobočky Živnobanky ve Vídni. Dne 29. září, následkem přijetí Mnichovské dohody, muselo Československo postoupit německé říši Sudety. Dresdner Bank převzala pobočky Živnobanky v Liberci, Ústí nad Labem, Karlových Varech a Teplicích. Živnostenská banka jako jediná česká banka unikla během druhé světové války hlavně díky tomu, že její vlastnictví bylo rozdrobeno, přímému zabrání některou z německých bank. Správce banky ale především po roce 1943 rozprodával podniky, které vlastnila, Němcům. Musela též vydatně přispívat Německu na financování války.

### 1945–1989
Po skončení války československá vláda znárodnila Živnobanku stejně jako všechny ostatní československé banky. V roce 1948 banka pohltila Pražskou úvěrní banku včetně její newyorské pobočky, která ovšem byla další rok zrušena. V letech 1949 až 1956 banka nadále existovala jako právnická osoba, vláda ale výrazně omezila její aktivity.
Zkušenosti Živnobanky s mezinárodním obchodem a transakcemi s cizími měnami a devizovým obchodem vedly vládu k tomu, aby ji v letech 1956 až 1988 pověřovala dovozními a vývozními operacemi s RVHP.[zdroj⁠?!] Při nich hrála významnou úlohu její londýnská pobočka.[zdroj⁠?!] ŽB spravovala všechny devizové účty Čechů a Slováků žijících v cizině, zahraničních firem působících v Československu a státních institucí z oblasti „neviditelného“ obchodu, například cestovního ruchu. V roce 1988 se banka vrátila i k firemnímu bankovnictví. Téhož roku vydala první platební kartu v Československu.

### 1990–2002
V roce 1992 se Živnostenská banka stala první privatizovanou bankou ve střední a východní Evropě. Německá BHF Bank získala 40 % akcií, Mezinárodní finanční korporace (IFC) nabyla 12 % a zbylých 48 % připadlo fyzickým osobám a českým investičním fondům. V roce 1998 se největším akcionářem Živnobanky stala německá banka Bankgesellschaft Berlin, která koupila od BHF Bank její tehdy už 47% podíl na základním jmění. Další významné podíly patřily společnostem IFC a Crédit Commercial de France. V roce 2000 se podíl Bankgesellschaft Berlin v Živnobance zvýšil na 85,16 %. Banka měla pobočky v Praze, Brně, Českých Budějovicích, Karlových Varech, Liberci, Ostravě, Pardubicích a Zlíně. Pro operace na Slovensku měla rovněž zastoupení v Bratislavě.
V roce 2002 Bankgesellschaft Berlin prodala banku skupině UniCredit. V roce 2005 skupina UniCredit koupila německou HVB Bank, která působila i v Česku. Začala se připravovat fúze bank skupin HVB a UniCredit na trzích střední a východní Evropy. V roce 2007 se Živnostenská banka 139 let po svém vzniku přejmenovala na UniCredit Bank ČR a fúzovala s HVB Bank ČR. Vznikla čtvrtá největší banka v Česku se silným postavením v korporátním financování a bilanční sumou 230 miliard korun. Generálním ředitelem banky je generální ředitel bývalé Živnostenské banky Jiří Kunert.